# تنظيم ذاتي دماغي

تنظيم ذاتي دماغي هي عملية في الثدييات تهدف إلى الحفاظ على تدفق الدم الدماغي في مستوى كاف ومستقر. في حين أن معظم أنظمة الجسم تظهر بعض درجات التنظيم الذاتي،  فإن المخ حساس للغاية لعملية الإرواء الزائد والمنخفض. ويلعب التنظيم الذاتي الدماغي دورًا هامًا في الحفاظ على تدفق الدم بشكل مناسب إلى هذه المنطقة. ويعتبر إرواء المخ أمرًا ضروريًا للحياة حيث إن المخ يتطلب معدلاً أيضيًا مرتفعًا. ويتمكن الجسم، عن طريق التنظيم الذاتي الدماغي، من توصيل ما يكفي من الدم الذي يحتوي على الأوكسجين والمواد المغذية إلى أنسجة المخ لتلبية هذه الحاجة الأيضية، ويتخلص من ثاني أكسيد الكربون CO2 والإفرازات الأخرى.
ويشير التنظيم الذاتي الدماغي إلى آليات فسيولوجية تحافظ على تدفق الدم بمستوى مناسب في أثناء التغيرات التي تطرأ على ضغط الدم. ومع ذلك، فإنه غالبًا ما يتم تفسير التنظيم الذاتي الدماغي على أنه يشمل المجال الأوسع لتنظيم تدفق الدم الدماغي بسبب التأثيرات الهامة لمستويات ثاني أكسيد الكربون الشرياني ومعدل الأيض الدماغي والتنشيط العصبي ونشاط الجهاز العصبي الودّي والوضعية وكذلك المتغيرات الفسيولوجية الأخرى. ويشمل هذا المجال مناطق مثل تفاعلية ثاني أكسيد الكربون والتقارن العصبي الوعائي وغيره من جوانب حركة الدم الدماغي.
ويتحقق هذا التنظيم لتدفق الدم إلى المخ أساسا عن طريق شرايين صغيرة والشرايين التي تتمدد أو تتقلص تحت تأثير أنظمة تحكم فسيولوجية متعددة ومعقدة. وقد تتلف هذه الأنظمة كالأضرار التي تحدث بعد السكتة الدماغية والرضوح أو التخدير وفي الأطفال المبتسرين والذي قد يتسبب في تطور إصابات الدماغ اللاحقة. إن القياس غير الباضع للإشارات الفسيولوجية ذات الصلة، مثل تدفق الدم في الدماغ والضغط داخل الجمجمة وضغط الدم ومستويات ثاني أكسيد الكربون واستهلاك الأكسجين الدماغي وغير ذلك، يعد من الأمور الصعبة. وكذلك الأمر بالنسبة للتقييم اللاحق لأنظمة التحكم. ولا يزال هناك الكثير من التفاصيل غير المعروفة عن فسيولوجيا التحكم في تدفق الدم وأفضل التدخلات السريرية لتحسين نتائج المرضى.

## الآليات الفسيولوجية
يُعتقد أن هناك ثلاث آليات فسيولوجية مختلفة تساهم في عملية التنظيم الذاتي الدماغي. وهذه الآليات هي الآليات الأيضية والعضلية والعصبية.

### التنظيم الأيضي
يتم التنظيم الأيضي من خلال التوازن بين الأيض الدماغي (الطلب) ووصول الأكسجين من خلال تدفق الدم الدماغي (العرض) ويعمل هذا التنظيم عن طريق مادة فعالة في الأوعية. ومن حيث المبدأ، يعد هذا نظام تحكم ردود فعل سلبية يبحث عن تحقيق التوازن بين تدفق الدم في الدماغ وبين الطلب.

### التنظيم العضلي
تم الكشف بشكل مباشر عن تأثير تغييرات ضغط الدم بطريق الجدار عن طريق العضلة الملساء الوعائية في الشرايين، وربما عن طريق آلية استشعار بالضغط. ثم، يتم ضبط المعايير وفقا لذلك للحفاظ على ثبات معدل تدفق الدم.

### التنظيم العصبي
يتم التحكم في محركات العضلات الملساء الوعائية في شرايين المقاومة الصغيرة عبر التعصيب الودي حيث يتم استقبال المدخلات من مركز الرقابة المستقلة المناسبة في جذع الدماغ. وقد يلعب أيضًا أكسيد النيتريك المنبعث من الألياف غير المتجانسة دورًا في ذلك.

## تقييم التنظيم الذاتي الدماغي
لتقييم التنظيم الذاتي الدماغي يجب على الأقل قياس ضغط الدم الشرياني وتدفق الدم في الدماغ بشكل مستمر. ونظرًا لأن مستويات ثاني أكسيد الكربون تؤثر بشدة في التنظيم الذاتي الدماغي، يوصى أيضًا بقياس ثاني أكسيد الكربون باستمرار.

### قياس ضغط الدم الشرياني
يمكن قياس ضغط الدم الشرياني بوسيلة باضعة باستخدام خط شرياني. ومع ذلك، يمكن أيضًا قياس الضغط الشرياني للإصبع بطريقة غير باضعة باستخدام تقنية الملزم الحجمي. حيث تستخدم هذه التقنية مجموعة من أطراف الأصابع القابلة للانتفاخ ومِخطاط التحجم العامل بالأشعة تحت الحمراء.

### قياس تدفق الدم الدماغي
يمكن قياس تدفق الدم الدماغي بالعديد من الطرق التي غالبًا ما تستخدم أساليب غير باضعة في الوقت الحالي. وهذه الأساليب هي التصوير بالموجات فوق الصوتية بأشعة دوبلر عبر الدماغ والتصوير بالرنين المغناطيسي ومطيافية الأشعة تحت الحمراء.

### التقدير الكمي للتنظيم الذاتي الدماغي
غالبًا ما ينطوي التقدير الكمي للتنظيم الذاتي الدماغي على اختلافات تُلاحظ في تدفق الدم في الدماغ فيما يتعلق بتغييرات ضغط الدم. وقد تحدث الاختلافات في ضغط الدم نتيجة للاستثارة أو تحدث تلقائيًا. قد تحدث تغييرات ضغط الدم بالاستثارة نتيجة لـ:
- تحرير أطراف القدم التي تضخمت أعلى من الضغط الانقباضي
- التنفس بمعدل ثابت
- أداء مناورة فالسالفا
- أداء مناورة القرفصاء أو مناورة الوقوف والجلوس
- ضغط سلبي منخفض للجسم
- الطرق الصيدلانية لرفع ضغط الدم أو خفضه

يعتمد القياس الكمي على الإعداد التجريبي ومن الممكن أن ينطوي على أساليب مثل الارتداد أو الارتباط المشترك أو نقل تحليل الوظيفة أو النماذج الرياضية المناسبة.
ولا يزال قياس وفهم التنظيم الذاتي الدماغي يشكل تحديًا كبيرًا. فعلى الرغم من الاهتمام الكبير على الصعيد السريري والجهود البحثية العديدة التي بُذلت، فإن استفادة المرضى حتى الآن لا تزال محدودة. CARNet هي جمعية بحثية متعددة الاختصاصات تعمل في هذا المجال من أجل تعزيز وتسريع عمليات البحث ذات الجودة العالية من خلال:
- تبادل المعلومات
- تبادل التقنيات التي تشمل الترتيبات التجريبية وتحليل البيانات
- تبادل النتائج والخبرات والأفكار

وتهدف CARNet إلى إنشاء بيئة ملؤها الثقة والانفتاح والسرية التي من الممكن أن تزدهر من خلالها المناقشات الحرة للمعلومات والبيانات والنتائج العلمية.